# Дионизи, Алессио
Алессио Дионизи (итал. Alessio Dionisi; род. 1 апреля 1980, Аббадия-Сан-Сальваторе, Тоскана) — итальянский футболист, защитник; тренер.

## Клубная карьера
Центральный защитник со способностями к штрафным ударам, Дионизи провёл большую часть своей карьеры на уровне Серии C2 и Серии D. Его личным достижением было в «Тритиуме», в котором он был лидером и с которым он выиграл продвижение в Высший дивизион Профессиональной лиги.

## Карьера тренера
Дионизи завершил карьеру футболиста в 2014 году, сразу же будучи назначенным главным тренером клуба «Ольджинатезе» из Серии D, который стал его последним клубом в качестве игрока. Затем ему снова удалось поработать в Серии D: с 2015 по 2017 год в «Боргосезии» и в сезоне 2017/18 в «Фьоренцуоле».
Затем в 2018 году он был назначен главным тренером клуба «Имолезе» из Серии D, который занял второе место в лиге и вышел в дивизион выше. После того как клуб был допущен в Серию C, он был утверждён в «Имолезе» и успешно вывел небольшой клуб из Эмилии-Романьи на историческое третье место в лиге (лучший результат в истории клуба) и место в плей-офф продвижения, где его клуб потерпел поражение от «Пьяченцы» в полуфинале.
Его впечатляющие результаты с «Имолезе» привлекли к нему внимание представителей «Венеции», которая 3 июля 2019 года назначила его главным тренером. Когда «Венецию» повторно допустили в Серию B вместо «Палермо», он помог клубу сохранить своё место во втором итальянском дивизионе.
19 августа 2020 года он был объявлен новым главным тренером клуба «Эмполи» из Серии B. В свой первый сезон он привёл команду к чемпионству Серии B в сезоне 2020/21 и обеспечил проход в Серию А. Его впечатляющие результаты в «Эмполи» привели к тому, что клуб Серии А «Сассуоло» предложил ему вакантную должность главного тренера после ухода Роберто Де Зерби. 15 июня 2021 года после расторжения контракта с «Эмполи» Дионизи подписал двухлетний контракт с «Сассуоло» на следующий день, вступивший в силу с 1 июля 2021 года.

## Статистика тренера
| Команда      | Страна | С               | До              | Результат | Результат | Результат | Результат | Результат | Результат | Результат | Результат |
| Команда      | Страна | С               | До              | И         | В         | Н         | П         | ГЗ        | ГП        | +/-       | Поб, %    |
| ------------ | ------ | --------------- | --------------- | --------- | --------- | --------- | --------- | --------- | --------- | --------- | --------- |
| Ольджинатезе | Италия | 27 мая 2014     | 16 октября 2014 | 9         | 1         | 3         | 5         | 2         | 9         | −7        | 011,11    |
| Боргосезия   | Италия | 26 мая 2015     | 2 июня 2017     | 76        | 29        | 25        | 22        | 94        | 75        | +19       | 038,16    |
| Фьоренцуола  | Италия | 2 июня 2017     | 14 мая 2018     | 43        | 19        | 17        | 7         | 55        | 35        | +20       | 044,19    |
| Имолезе      | Италия | 31 мая 2018     | 26 июня 2019    | 50        | 22        | 18        | 10        | 72        | 51        | +21       | 044,00    |
| Венеция      | Италия | 3 июля 2019     | 14 августа 2020 | 40        | 13        | 14        | 13        | 40        | 44        | −4        | 032,50    |
| Эмполи       | Италия | 19 августа 2020 | 15 июня 2021    | 42        | 22        | 16        | 4         | 79        | 41        | +38       | 052,38    |
| Сассуоло     | Италия | 16 июня 2021    | 25 февраля 2024 | 107       | 32        | 25        | 50        | 152       | 196       | −44       | 029,91    |
| Палермо      | Италия | 1 июля 2024     |                 | 40        | 15        | 9         | 16        | 53        | 49        | +4        | 037,50    |
| Итог         | Итог   | Итог            | Итог            | 405       | 152       | 127       | 126       | 544       | 495       | +49       | 037,53    |

## Достижения

### «Эмполи»
- Чемпион Серии B: 2020/21